# 河东路175号别墅
河东路175号别墅位于中国江西省庐山牯岭东谷河东路175号，2001年公布第五批全国重点文物保护单位时被增补归入庐山别墅建筑群（第四批全国重点文物保护单位）。
河东路175号别墅于1896年由驻湖北汉阳的内地会、美北浸礼会传教士姚灵道（J. S. Adams，阿达姆斯）建造，姚灵道曾任庐山英租界大英执事会委员兼书记员，同时建造的还有今河东路173号别墅。1913年姚灵道在汉阳去世。1924年，175号别墅转让给驻湖南湘潭的美国北长老会传教士都格（Fred. J. Tooker，杜克尔），1935年都格告老退休，1941年回国。1946年为国民党励志社购得，当年7月美国大使司徒雷登曾住在这里。1970年8月中共中央九届二中全会期间，毛泽东有时也住在这里。